# Наполеон (монета)
„Наполеон“ е разговорен термин, използван за бивши френски златни монети с лика на Наполеон. Те са сечени по различно време в номинали от 5, 10, 20, 40, 50 и 100 франка.
Те са издадени по време на управлението на Наполеон I и съдържат неговия портрет, понякога с гола глава, а друг път с лавров венец (древноримският символ на императорската или военната слава) и, в зависимост от политическия статут на Франция, думите на предната страна: или Бонапарт – главен консул (първи консул) или император Наполеон. На гърба надписите гласят или „RÉPUBLIQUE FRANÇAISE“ (Френска република) или след 1809 г. „EMPIRE FRANÇAIS“ (Френска империя).

## История
По-ранните френски златни монети се наричат луидор (от Louis – Луи, името на осемнадесет френски крале и d’or – „от злато“) или екю (écu – стара френска дума за щит). Аналогично по света за наполеоните понякога се използва наименованието Napoléon d’or (напр. на руски: наполеондор). Първата година на издаването им е 1803 г. по време на пожизненото консулството на Бонапарт.
Първоначално наполеоните са сечени в два номинала – 20 и 40 франка с лика на Наполеон Бонапарт, но златната монета от 40 франка не става популярна. Монетите от 20 франка са с диаметър 21 мм (приблизително с размер на щатска монета от пет цента или швейцарска монета от 20 рапена), тежат 6.45 грама (бруто тегло) и; при 90% чистота, съдържат 0,1867 тройунции (5,807 г) чисто злато. Монетите от 40 франка са с диаметър 26 мм, тежат 12.90 грама (бруто тегло) и; са 90% чисто злато.
Златни наполеони са сечени не само в няколко френски монетни двора, но и в монетните дворове на някои италиански територии: Генуа, Торино (1803 до 1813 г.), Рим (1812 до 1813 г.), Утрехт, Холандия (1812 до 1813 г.), и в Женева, Швейцария.
Така например има сечени наполеони от 20 и 40 лири от Кралство Италия, по това време клиентска държава, зависима от Франция. В Монетния двор в Торино са сечени монети „Първи консул Бонапарт“ с подобен размер, тегло и златно съдържание. На лицевата страна пише, че Италия е освободена от Австрия от Бонапарт в Маренго (L'Italie Délivrée à Marengo), Пиемонт на 14 юни 1800 г., където е убит френският генерал Луи Деза. На обратната страна са изобразени освободените земи, известни като Gaul Subalpine, Еридания или Северна Италия.
Монетата продължава да се използва през XIX век и по-късно френските златни монети със същия номинал обикновено се наричат „наполеони“, дори и да не изобразяват лика на Наполеон. Златните наполеони исторически са доказали, че са по-устойчиви на икономически сътресения от другите златни монети, като например след Суецката криза, когато за разлика от други монети наполеонът не губи стойността си. В днешно време се използва като инвестиционна монета.

## Списък на монетите от 20 франка
Всички монети са от 90% злато, с тегло от 6,45 грама и диаметър от 21 мм.
|                                        | Дата         | Отсичане               | Лицева страна                                 | Обратна страна              | Ръб                                                      | Гравьор              | Бележки |
| -------------------------------------- | ------------ | ---------------------- | --------------------------------------------- | --------------------------- | -------------------------------------------------------- | -------------------- | --- |
| Бонапарт 1-ви консул                   | от XI до XII | 1,046,506 (XI= 58,262) | Бонапарт първи консул                         | Френска република           | Бог да пази Франция                                      | Пиер Жозеф Тиолие    | Първа година на издаване                                                                                           |
| Наполеон                               | XII          | 428,143                | Наполеон император                            | Френска република           | Бог да пази Франция                                      | Пиер Жозеф Тиолие    | Междинен бюст |
| Наполеон                               | XIII и XIV   | 673,878                | Наполеон император                            | Френска република           | Бог да пази Франция                                      | Пиер Жозеф Тиолие    | гола глава; Революционен календар                                                                                  |
| Наполеон                               | 1806         | 996,367                | Наполеон император                            | Френска република           | Бог да пази Франция                                      | Пиер Жозеф Тиолие    | гола глава; Григориански календар                                                                                  |
| Наполеон                               | 1807         | 594,332                | Наполеон император                            | Френска република           | Бог да пази Франция                                      | Пиер Жозеф Тиолие    | гола глава; Тип преход                                                                                             |
| Наполеон                               | 1807 до 1808 | 1,725,753              | Наполеон император                            | Френска република           | Бог да пази Франция                                      | Пиер Жозеф Тиолие    | Лаврова коронована глава; Френска република                                                                        |
| Наполеон                               | 1809 до 1815 | 14,283,710             | Наполеон император                            | Френска империя             | Бог да пази Франция                                      | Пиер Жозеф Тиолие    | Лаврова коронована глава; Empire Français – банкноти са сечени през 1815 г. както за Наполеон, така и за Луи XVIII |
| Луи XVIII                              | 1814 до 1815 | 5,634,709              | Луи XVIII Крал на Франция (крал на Франция)   | 20 Франка монета            | на латински: DOMINE SALVUM FAC REGEM (Бог да пази краля) | Огюст-Франсоа Мишо   | Униформен бюст – Някои парчета са ударени в Лондон и са маркирани с „R“                                            |
| Луи XVIII                              | 1816 до 1824 | 12,733,226             | Луи XVIII Крал на Франция /крал на Франция/   | 20 Франка монета            | на латински: DOMINE SALVUM FAC REGEM                     | Огюст-Франсоа Мишо   | Гол бюст |
| Шарл X тип 1                           | 1825 до 1826 | 771,932                | Шарл X Крал на Франция /крал на Франция/      |                             | на латински: DOMINE SALVUM FAC REGEM                     | Огюст-Франсоа Мишо   | Тънък надпис |
| Шарл X тип 2                           | 1827 до 1830 | 919,535                | Шарл X Крал на Франция /крал на Франция/      |                             | на латински: DOMINE SALVUM FAC REGEM                     | Огюст-Франсоа Мишо   | Дебел надпис |
| Луи-Филип тип 1                        | 1830 до 1831 | 2,371,848              | Луи-Филип Крал на Франция /крал на Франция/   | 20 франка                   | Бог да пази Франция                                      | Никола Пиер Тиолие   | Ръб влошен; този крал е имал прореволюционни идеали и затова е променил кралската си титла.                        |
| Луи-Филип тип 2                        | 1830 до 1831 | included above         | Луи-Филип Крал на Франция /крал на Франция/   | 20 франка                   | Бог да пази Франция                                      | Никола Пиер Тиолие   | Ръб повдигнат/в релеф                                                                                              |
| Луи-Филип                              | 1832 до 1848 | 6,761,231              | Луи-Филип I Крал на Франция /крал на Франция/ | 20 франка                   | Бог да пази Франция                                      | Жозеф Франсоа Домард | |
| Жений Втора република                  | 1848 до 1849 | 2,843,007              | Френска република                             | Свобода Равенство Братство  | Бог да пази Франция                                      | Аугустин Дюпре       | |
| Церера Втора република                 | 1849 до 1851 | 17,293,983             | Френска република                             | Свобода Равенство Братство  | Бог да пази Франция                                      | Луис Мерли           | |
| Луи Наполеон Бонапарт                  | 1852         | 9,857,428              | Луи-Наполеон Бонапарт                         | Френска империя             | Бог да пази Франция                                      | Жан Жак Баре         | |
| Наполеон III                           | 1853 до 1860 | 146,557,145            | на френски: Napoléon III Empereur             | Френска империя             | Бог да пази Франция                                      | Жан Жак Баре         | Ръб повдигнат/в релеф                                                                                              |
| Наполеон III                           | 1861 до 1870 | 85,344,950             | Наполеон III император                        | на френски: Empire Français | Бог да пази Франция                                      | Жан Жак Баре         | Лаврова коронована глава                                                                                           |
| Жений Трета република                  | 1871 до 1898 | 86,101,594             | Френска република                             | Свобода Равенство Братство  | Бог да пази Франция                                      | Аугустин Дюпре       | Окриленият Жений, пишещ Конституцията на празна плочка                                                             |
| Церера/Петел /Богиня на жътвата/Петел/ | 1898 до 1914 | 117,448,888            | Френска република                             | Свобода Равенство Братство  | виж бележките                                            | Жул Клеман капелан   | Край 1 (преди 1905 г.): *++* БОГ *+ ДА ПАЗИ+* ФРАНЦИЯ Ръб 2 (след 1905 г.): *++* СВОБОДА +* РАВЕНСТВО +* БРАТСТВО  |

- Галерия
- 20 франка от 1857 г.; Наполеон III
- 20 франка от 1907 г., Церера, Третата република

## В културата
Действията в детската книга (и сериал) „Мъже без мустаци“ се развиват около кражбата на 300 златни наполеона от дома на богатия индустриалец Карагьозов .